# سيلفيو فافيرو
سيلفيو فافيرو (31 أغسطس 1966 - 13 مارس 2021) سياسي برازيلي. شغل منصب عضو في الجمعية التشريعية لماتو جروسو.

## السيرة الشخصية
وُلد فافيرو في أومواراما، وحصل على إجازة في القانون بعد أن عمل كبناء، ومسوق، ومساعد مكتب. في عام 2018 تم انتخابه نائبًا عن ولاية ماتو جروسو بعد حصوله على 12.059 صوتًا. كنائب قدم مشروع قانون ضد التطعيم الإجباري لـ كوفيد 19.
توفي سيلفيو فافيرو بسبب كوفيد 19 في كويابا في 13 مارس 2021 عن عمر يناهز 54 عامًا.